# Moggendorf
Moggendorf ist ein Gemeindeteil der Stadt Hollfeld im Landkreis Bayreuth (Oberfranken, Bayern). Moggendorf liegt in der Gemarkung Treppendorf.

## Geografie
Moggendorf liegt am Oberlauf der Wiesent im nördlichen Teil der Fränkischen Schweiz. Das Dorf ist vom zweieinhalb Kilometer entfernten Hollfeld aus über die Staatsstraße St 2191 und dann über eine Ortsstraße erreichbar.

## Geschichte
Bis zur kommunalen Verwaltungsreform war Moggendorf ein Gemeindeteil von Treppendorf im Landkreis Ebermannstadt. Die Gemeinde hatte 1961 insgesamt 309 Einwohner, davon 60 in Moggendorf, das damals 12 Wohngebäude hatte. Als die Gemeinde Treppendorf mit der bayerischen Gebietsreform am 1. Januar 1972 aufgelöst wurde, wurde Moggendorf ein Gemeindeteil der Stadt Hollfeld.